# Малайский вальдшнеп
Малайский вальдшнеп (лат. Scolopax saturata) — вид птиц из семейства бекасовых. Подвидов не выделяют. Распространён на Суматре и западе Явы.

## Описание
Малайский вальдшнеп достигает длины 29—31 см и массы от189 до 1220 г. Голова рыжевато-коричневая с чёрной полосой на затылке; уздечка, кроющие перья ушей и щёки тёмные; бровь коричневато-каштановая. Верхняя часть тела черноватая с тёмной коричневато-каштановой исчерченностью. Маховые перья тёмно-коричневые, рулевые перья черноватые с серебристо-серыми кончиками. Грудь и большая часть брюха коричневатые, подбородок желтовато-коричневый. Испод крыльев тёмный. Клюв темновато-бурый, с черноватым или синевато-коричневым кончиком; глаза тёмно-карие; ноги и ступни серые, обычно с сероватым или голубоватым оттенком.

## Места обитания
Малайский вальдшнеп населяет первичные горные тропические леса на севере и юге центральной части Суматры и западной Явы. Встречается на высоте от 1500 до 3000 м над уровнем моря. Избегает вторичные леса. Часто этот вид можно увидеть на небольших участках леса на альпийских лугах. Ведёт оседлый образ жизни. В течение светлого времени суток держится под покровом тропического леса, а с закатом солнца совершает вылеты на кормежку на открытые участки леса, поляны и возделываемые поля вблизи деревень. Питание не изучено. В двух исследованных желудках обнаружены гусеницы и куколки насекомых. На Яве гнездится  в сезон дождей с февраля по апрель; гнездо располагается на подстилке из мха среди папоротников, слегка приподнятой над лесной подстилкой.

## Статус
Малайский вальдшнеп входит в Красный список видов, имеет статус Near Threatened — «Близки к уязвимому положению».